# Ludwika (księżniczka Danii)
Louise Caroline Josephine Sophie Thyra Olga (ur. 17 lutego 1875, Kopenhaga  – zm. 4 kwietnia 1906, zamek Ratibořice k. Czeskiej Skalicy) – duńska księżniczka, trzecie dziecko i najstarsza córka króla Danii Fryderyka VIII (1843–1912) i królowej Luizy (1851–1926).

## Życiorys
W dniu 5 maja 1896 poślubiła w Kopenhadze księcia Fryderyka Jerzego Schaumburg-Lippe. Para miała troje dzieci:
- Marię (1897–1938), poślubiła księcia pruskiego Fryderyka Zygmunt;
- Chrystiana (1898–1974), poślubił swą kuzynkę, księżniczkę Danii, Feodorę;
- Stefanię (1899–1925), poślubiła księcia Wiktora Adolfa Bentheim.